# Catachlorops ecuadoriensis
Catachlorops ecuadoriensis är en tvåvingeart som först beskrevs av Günther Enderlein 1925.  Catachlorops ecuadoriensis ingår i släktet Catachlorops och familjen bromsar.
Artens utbredningsområde är Ecuador. Inga underarter finns listade i Catalogue of Life.